# Гандольфи, Убальдо
Убальдо Гандольфи (итал. Ubaldo Gandolfi; 14 октября 1728, Сан-Маттео-делла-Децима — 24 июля 1781, Равенна) — итальянский живописец и гравёр академического направления болонской школы. Брат живописца Гаэтано Гандольфи.

## Биография
Убальдо родился в Сан-Маттео-делла-Децима коммуны Сан-Джованни-ин-Персичето недалеко от Болоньи в семье художников Джузеппе Антонио и Франчески Марии Бальдони. Его брат Гаэтано, племянники Мауро и Демокрито (который стал учеником Антонио Кановы) и племянница Клементина также были художниками. Вместе они считаются одними из последних представителей манеры живописи, характерной для болонской школы.
В семнадцать лет Убальдо Гандольфи поступил в Академию Клементина, где учился вместе с братом у Эрколе Грациани Младшего, Феличе Торелли и Эрколе Лелли. Убальдо получал премии в годы обучения в Академии, затем писал алтарные картины и портреты, пробовал свои силы в жанре натюрморта.
В 1760 году вместе с братом Убальдо был в Венеции. В стилевом отношении произведения Гандольфи варьируются от барокко до неоклассицизма и напоминают манеру Лодовико Карраччи. В 1770—1775 годах Убальдо Гандольфи создал серию полотен на мифологические сюжеты для Палаццо Марескальки в Болонье (две картины находятся в Музее Северной Каролины). Серия из семи картин с образами святых, написанных Гандольфи, выставлена в галерее «Квадрерия» в Палаццо Росси-Поджи Марсили в Болонье.
Среди учеников Убальдо Гандольфи были Джузеппе Гриманти, Джованни Липпарини, Никола Леволи.